# توان معادل نویز
توان معادل نویز (به انگلیسی: Noise-equivalent power) (NEP) (اختصاری اِن‌ئی‌پی) معیاری برای سنجش حساسیت یک آشکارساز نوری یا سامانه آشکارساز است. به عنوان توان سیگنالی تعریف می‌شود که نسبت سیگنال به نویز یک در پهنای‌باند خروجی یک هرتز را می‌دهد. پهنای‌باند خروجی یک هرتز معادل با نیم ثانیه از زمان انتگرال‌گیری است. یکاهای اِن‌ایی‌پی وات بر مجذور هرتز هستند. اِن‌ایی‌پی برابر است با چگالی طیفی نویز (بیان‌شده در یکاهای {\textstyle \mathrm {A} /{\sqrt {\mathrm {Hz} }}} یا {\textstyle \mathrm {V} /{\sqrt {\mathrm {Hz} }}}) تقسیم‌بر پاسخ‌دهی (بیان‌شده در یکاهای {\textstyle \mathrm {A} /\mathrm {W} } یا {\textstyle \mathrm {V} /\mathrm {W} } ، به ترتیب). معادله اساسی است: {\displaystyle SNR=P/NEP} .
یک اِن‌ایی‌پی کوچکتر مربوط به یک آشکارساز حساس تر است. به عنوان مثال، یک آشکارساز با اِن‌ایی‌پی  {\textstyle 10^{-12}\mathrm {W} /{\sqrt {\mathrm {Hz} }}} می‌تواند توان سیگنال یک پیکووات را با نسبت سیگنال به نویز (اس‌اِن‌آر) یک بَعد از نیم ثانیه از میانگین‌گیری آشکارکند. اس‌اِن‌آر به عنوان جذر میانگین‌گیری زمانی بهبود می‌یابد، و از این رو اس‌اِن‌آر در این مثال را می‌توان با میانگین‌گیری ۱۰۰ برابر بیشتر، یعنی به مدت ۵۰ ثانیه، با ضریب ۱۰ بهبود داد.
اگر اِن‌ایی‌پی به توان سیگنال جذب‌شده در آشکارساز اشاره کند، به آن اِن‌ایی‌پی الکتریکی می‌گویند. اگر به جای آن اشاره به توان سیگنال در سامانه آشکارساز داشته باشد، اِن‌ایی‌پی نوری نامیده می‌شود. اِن‌ایی‌پی نوری برابر است با اِن‌ایی‌پی الکتریکی تقسیم بر بازده تزویج‌سازی نوری سامانه آشکارساز.

## مراجع و پاورقی‌ها
1. ↑  P.L. Richards, "Bolometers for infrared and millimeter waves," Journal of Applied Physics 76, 1 (1994), doi:10.1063/1.357128
2. ↑  The factor of one half is explained by the Nyquist–Shannon sampling theorem.